# Tux

Tux (Тукс, сокращ. от англ. tuxedo — смокинг, Torvalds UniX — Юникс Линуса Торвальдса) — официальный (в общепринятом культурном контексте, юридически не официальный) талисман Linux, созданный в 1996 году Ларри Юингом.
Слово Tux придумал Джеймз Хьюз, соединив два слова: «(T)orvalds (U)ni(X)».
Это пухлый пингвин, выглядящий сытым и довольным. Идею использовать пингвина в качестве талисмана Linux выдвинул создатель этого ядра Линус Торвальдс.
Tux был нарисован для соревнования логотипов Linux. Победивший логотип при помощи свободного растрового графического редактора GIMP нарисовал Ларри Юинг. 
Персонаж используется в некоторых играх и компьютерных программах под Linux, например: SuperTux, SuperTuxKart, Tux Racer, Pingus, Tux Paint.
Изображение Tux появляется на Android-устройствах (смартфоны и интернет-планшеты) при критических ошибках, в случае, если отсутствует или повреждён загрузчик системы, либо физически повреждена оперативная память.

## История

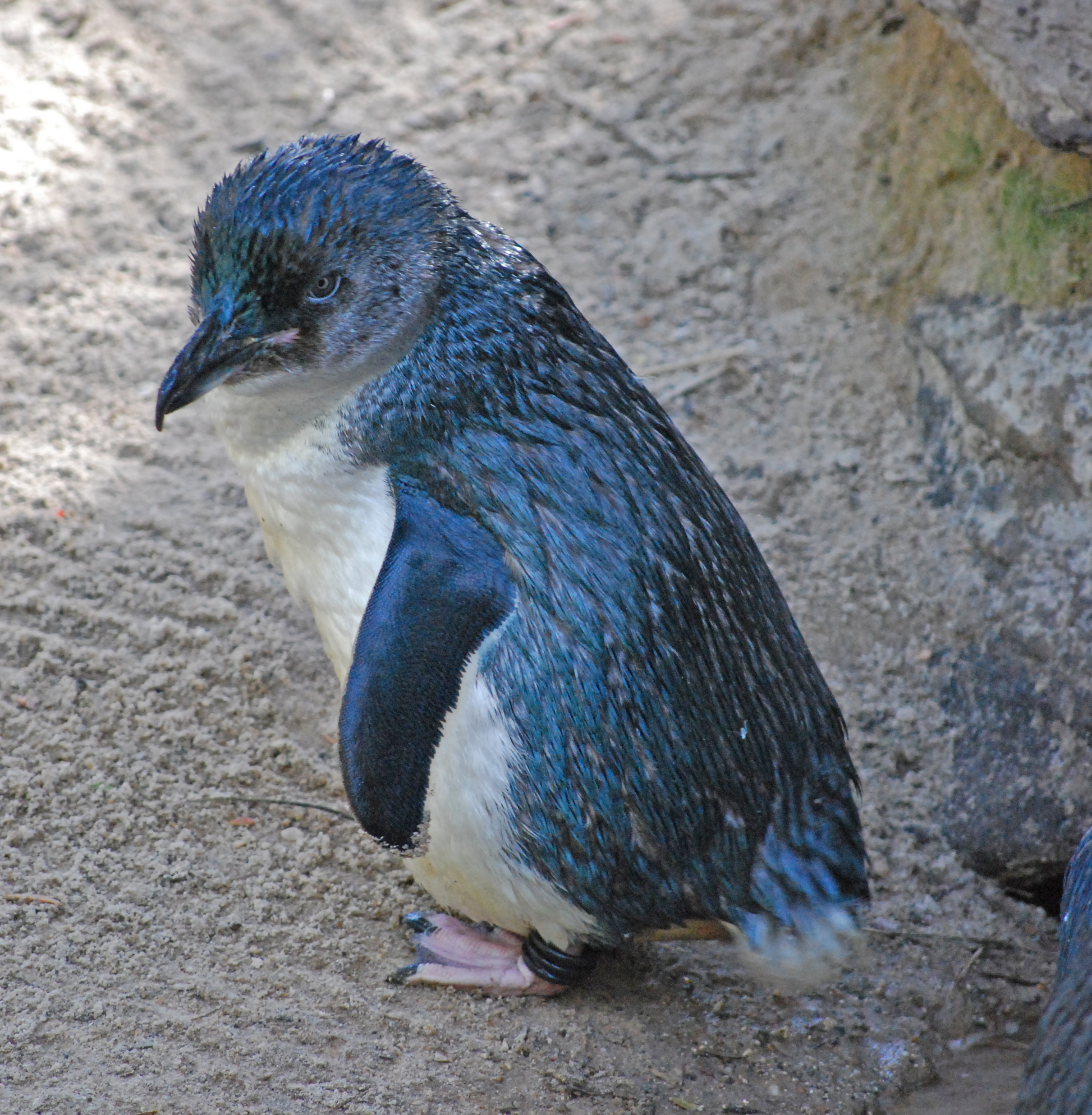
Малый пингвин, вдохновивший Торвальдса использовать пингвина в качестве талисмана

История Tux началась в 1996 году, когда в списке рассылки разработчиков ядра Linux появились первые разговоры о талисмане. Среди множества предложений можно было выделить либо пародии на логотипы других ОС, либо стандартных животных типа орлов или акул. Дискуссии несколько утихли после того, как Линус Торвальдс случайно обмолвился о том, что ему нравятся пингвины. Было несколько попыток нарисовать пингвинов в разных позах, после чего поступило предложение логотипа в виде пингвина, держащего Землю. Вот ответ Линуса на попытки Дэйла Шитза нарисовать такой логотип:

Re: Прототип логотипа Linux.
Линус Торвальдс (torvalds@cs.helsinki.fi)
Четверг, 9 мая 1996 17:48:56 +0300 (EET DST)
Кто-то объявил конкурс на логотип, наверное люди могут уже присылать свои предложения…
В любом случае, насчёт этой идеи: жалкий пингвин не выглядит достаточно сильным, чтобы удержать мир, и его раздавит. Нехороший, негативный логотип с этой точки зрения…
Теперь, перед тем как рассуждать о пингвинах, сначала хорошенько успокаивающе вздохните, и подумайте «симпатичный». Ещё раз вздохните: «милый». Вернитесь к «симпатичному» на некоторое время (не прекращая расслабляюще дышать), затем представьте: «довольный».
Все ещё со мной? Отлично…
Возвращаясь к пингвинам (таким симпатичным) — «довольный» может значить только две вещи: только что потрахался или наелся селёдки. Поверьте мне, я эксперт в пингвинах, иных значений быть не может.
Мы конечно не хотим, чтобы наш пингвин был пошлым (может быть и хотим, но это не в наших правилах, поэтому не будем), значит выберем вариант с «наполненным до краёв селёдкой».
Итак, вы должны представлять пухлого (*), сидящего и объевшегося пингвина, только что рыгнувшего. Он сидит с блаженной улыбкой — ведь жизнь хороша, когда ты только что съел десяток килограммов сырой рыбы и чувствуешь новую отрыжку на подходе.
(*) Не толстого, но должно быть сразу понятно, что он слишком пухлый, чтобы стоять.
Если вы не можете представить себя кем-то, приходящим в восторг от сырой рыбы, замените её шоколадом или чем-нибудь ещё, но общая идея должна быть понятна.
Отлично, мы представляем себе милого, симпатичного, приятного, пухлого пингвина, только что объевшегося селёдкой. Все ещё со мной?
Тут начинается самая сложная часть. С этой картиной, чётко выгравированной в вашем сознании, нужно набросать её стилизованную версию. Немного деталей — всего лишь чёрный контур кистью (вы точно знаете этот эффект, когда ширина линии меняется). Для этого нужен талант. Покажи людям такую картинку, и они должны сказать [сверх-сладкий голос]: «Ммм, какой милый пингвинчик, держу пари он только что объелся селёдки…», а маленькие дети будут подпрыгивать и визжать «Мамочка, мамочка, можно и мне такого же?».
Затем можно будет сделать ещё одну версию, побольше, более детализированную (и, может быть, склонившегося на земной шар, но я не думаю, что стоит делать «мачо-пингвина», ассоциируемого с атлантом или чем-то подобным). Эта версия может играть в хоккей с дьяволёнком FreeBSD, или делать что-нибудь ещё. Однако сам пингвин, в одиночку, будет логотипом, а все остальные будут использовать его наподобие актёра в сценках.
Линус
Оригинальный текст (англ.)Re: Linux Logo prototype.

Linus Torvalds (torvalds@cs.helsinki.fi)
Thu, 9 May 1996 17:48:56 +0300 (EET DST)
Somebody had a logo competition announcement, maybe people can send their
ideas to a web-site..
Anyway, this one looks like the poor penguin is not really strong enough to
hold up the world, and it's going to get squashed. Not a good, positive logo,
in that respect..
Now, when you think about penguins, first take a deep calming breath, and
then think "cuddly". Take another breath, and think "cute". Go back to
"cuddly" for a while (and go on breathing), then think "contented".
With me so far? Good..
Now, with penguins, (cuddly such), "contented" means it has either just
gotten laid, or it's stuffed on herring. Take it from me, I'm an expert on
penguins, those are really the only two options.
Now, working on that angle, we don't really want to be associated with a
randy penguin (well, we do, but it's not politic, so we won't), so we
should be looking at the "stuffed to its brim with herring" angle here.
So when you think "penguin", you should be imagining a slighly overweight
penguin (*), sitting down after having gorged itself, and having just burped.
It's sitting there with a beatific smile - the world is a good place to be
when you have just eaten a few gallons of raw fish and you can feel another
"burp" coming.
(*) Not FAT, but you should be able to see that it's sitting down because
it's really too stuffed to stand up. Think "bean bag" here.
Now, if you have problems associating yourself with something that gets
off by eating raw fish, think "chocolate" or something, but you get the
idea.
Ok, so we should be thinking of a lovable, cuddly, stuffed penguin
sitting down after having gorged itself on herring. Still with me?
NOW comes the hard part. With this image firmly etched on your eyeballs, you
then scetch a stylizied version of it. Not a lot of detail - just a black
brush-type outline (you know the effect you get with a brush where the
thickness of the line varies). THAT requires talent. Give people the
outline, and they should say [ sickly sweet voice, babytalk almost ]"Ooh,
what a cuddly penguin, I bet he is just _stuffed_ with herring", and small
children will jump up and down and scream "mommy mommy, can I have one too?".
Then we can do a larger version with some more detail (maybe leaning
against a globe of the world, but I don't think we really want to give
any "macho penguin" image here about Atlas or anything). That more
detailed version can spank billy-boy to tears for all I care, or play
ice-hockey with the FreeBSD demon. But the simple, single penguin would
be the logo, and the others would just be that cuddly penguin being used
as an actor in some tableau.

Linus
— https://web.archive.org/web/20070704183711/http://www.uwsg.indiana.edu/hypermail/linux/kernel/9605/0855.html

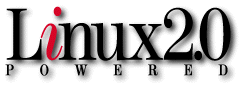
Творение Мэтта Эриксона

Однако не Tux был выбран Linux-сообществом в качестве логотипа Linux. Он проиграл творению Мэтта Эриксона, на котором было изображено название Linux2.0. Пингвин получил 541 голос — против 785 у победителя. Но демократия в этом случае оказалась бессильна, и Линус отстоял свое детище. Конечно, во имя справедливости, можно назвать Tux’а официальным талисманом, а изображение Мэтта Эриксона — логотипом Linux. Хотя пингвин, несомненно, гораздо более известен.

### Tuz

Tuz, тасманийский дьявол.

На конференции linux.conf.au в 2009 году, был создан тасманийский дьявол Tuz. Он был выбран в качестве логотипа версии 2.6.29 Линусом Торвальдсом, чтобы поддержать спасение тасманийских дьяволов от вымирания из-за болезни лицевой опухоли.
Изображение было разработано Эндрю МакГоуном, и воссоздано в формате Inkscape SVG Джошем Бушем, и был выпущен с лицензией Creative Commons CC-BY-SA.

### Linux for Workgroups 2013

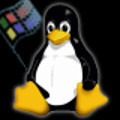
Логотип Tux в версии «Linux for Workgroups».

В выпуске Linux 3.11-rc1, Линус Торвальдс изменил кодовое имя «Unicycling Gorilla» на «Linux for Workgroups», и изменил логотип, который некоторые системы отображают при загрузке, чтобы изобразить Tux с флагом символа, который напоминает логотип Windows for Workgroups 3.11, выпущенного в 1993 году.